# Lightstorm Entertainment
Lightstorm Entertainment — американська кінопродюсерська компанія, заснована у 1990 році американським кінорежисером та сценаристом Джеймсом Камероном і кінопродюсером Ларрі Казанова. Найбільш відомі продукти компанії — такі фільми, як «Термінатор 2: Судний день» (1991), «Титанік» (1997) та нова франшиза Камерона — серія фільмів «Аватар» (від 2009). Камерон залучає також роботи інших кінематографістів для просування їхніх продуктів під маркою Lightstorm Entertainment.

## Фільмографія
- «Термінатор 2: Судний день» (1991)
- «Безодня: Спеціальне видання» (1993)
- «Правдива брехня» (1994)
- «Дивні дні» (1995)
- «Термінатор-2 3D: Битва крізь час»[en] (короткометражний, 1996)
- «Титанік» (1997)
- «Соляріс» (2002)
- «Аватар» (2009)
- «Аліта: Бойовий ангел» (2019)
- «Термінатор: Фатум»(2019)
- «Аватар 2» (2022)

### Майбутні проєкти
- «Аватар 3» (2024)
- «Аватар 4» (2026)
- «Аватар 5» (2028)
- «The Informationist»[3] (TBA)